# Clube Atlético Paraense
Clube Atlético Paraense é um clube profissional de futebol da cidade de Parauapebas, no estado do Pará. Manda suas partidas no Estádio José Raimundo Roseno Araújo, o "Rosenão", com capacidade para 10.000 torcedores.

## História
O clube pela primeira vez representou o futebol de Parauapebas no cenário regional, disputando a "Segundinha" de 2018 e novamente disputou todas as edições subsequentes. 
Seu presidente é Rafael Lopes Ferreira, ex-jogador com passagens por São Paulo, Fortaleza e Boa Esporte.

## Estatísticas

### Participações
|  | Participações em 2025 |

| Competição | Competição | Temporadas | Melhor campanha       | Estreia | Última | P | R |
| Pará       | Série B1   | 6          | 8º colocado (3 vezes) | 2018    | 2023   | – | 1 |
| Pará       | Série B2   | 1          | Estreia (2025)        | 2025    | 2025   | – |   |

### Campeonato Paraense - Série B
| 2018 | 2019 | 2020 | 2021 | 2022     |
| 8º   | 12º  | 8º   | 8º   | 13º [F1] |

- ^  F1. O Atlético-PA foi desclassificado da Série B, por relacionar o lateral-esquerdo Walter Capanema de forma irregular, no jogo de ida das oitavas de final, o União Paraense , por determinação do TJD-PA, herdou a vaga e passou para a próxima fase.[3]

## Uniformes

### 2021
| 1º uniforme | 2º uniforme |

### 2018-2020
| 1º uniforme | 2º uniforme |

## Treinadores

### Ordem cronológica
| Treinador           | entrada    | saída      | J | V | E | D | GP | GC | %     | Títulos |
| ------------------- | ---------- | ---------- | - | - | - | - | -- | -- | ----- | ------- |
| Marcelo Cardoso     | 06/08/2018 | 03/11/2019 | 8 | 2 | 1 | 5 | 13 | 15 | 29,16 |         |
| Rogerinho Gameleira | 29/09/2020 | 7/12/2020  | 6 | 2 | 1 | 3 | 8  | 10 | 38,88 |         |
| Zé Carijé           | 13/10/2021 | 3/11/2021  | 8 | 3 | 2 | 3 | 13 | 11 | 45,83 |         |
| Leo Goiano          | 28/07/2022 | 18/10/2022 | 7 | 5 | 1 | 1 | 9  | 5  | 76,19 |         |

## Famosos Jogadores
- Monga (2018) [8]
- Flamel (2019) [9]